# Havza

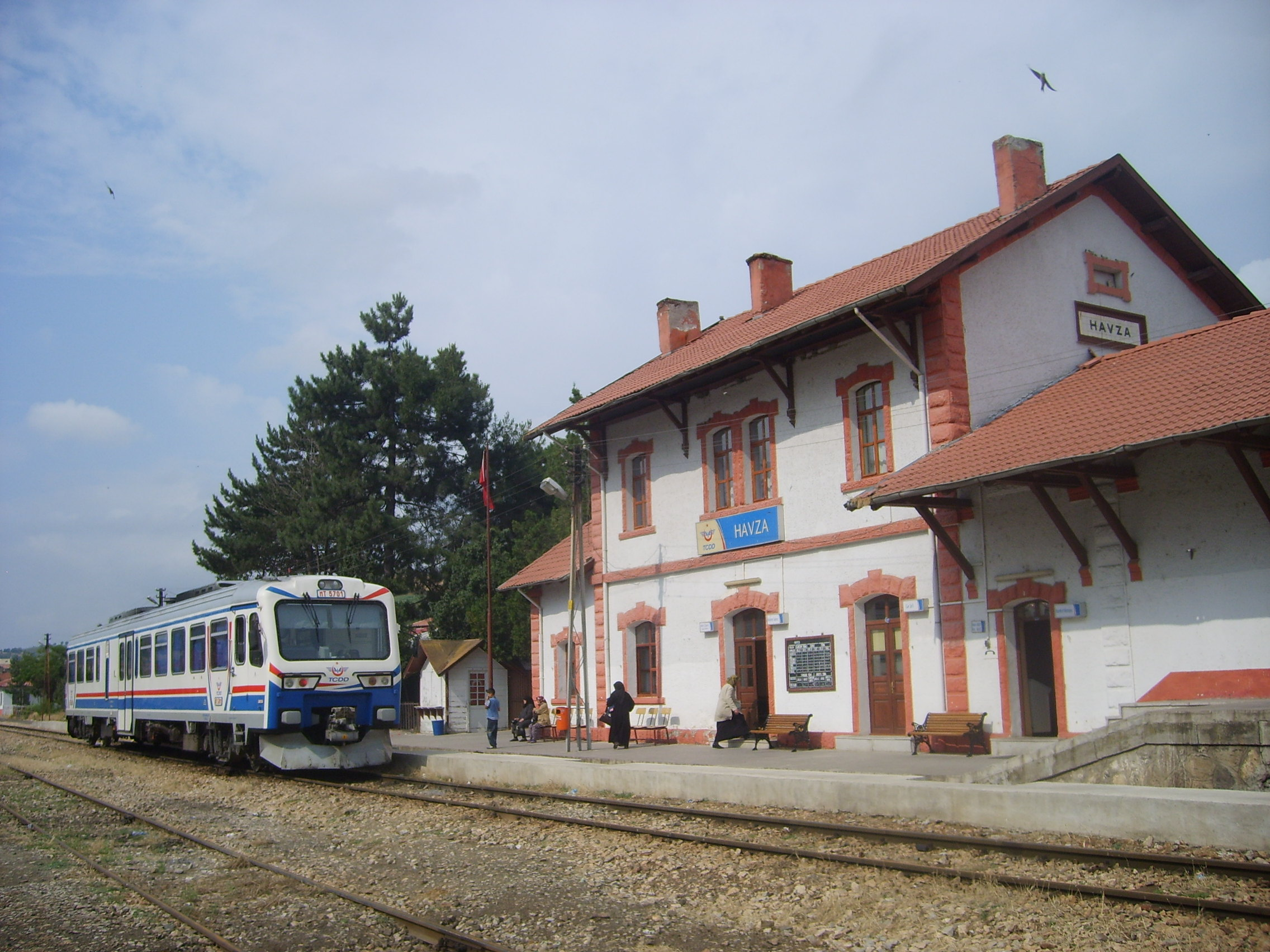
Havza Bahnhof

Havza ist eine Stadtgemeinde (Belediye) im gleichnamigen Ilçe (Landkreis) der Provinz Samsun an der türkischen Schwarzmeerküste und gleichzeitig eine Gemeinde der 1993 geschaffenen Büyüksehir Belediyesi Samsun (Großstadtgemeinde/Metropolprovinz). Seit der Gebietsreform 2013 ist die Gemeinde flächen- und einwohnermäßig identisch mit dem Landkreis.
Havza liegt ca. 65 km südwestlich des Zentrums der Provinzhauptstadt Samsun und bestand schon als Kaza (Vorläufer des Kreis) bei Gründung der Türkei 1923. Er grenzt im Süden an die Provinz Amasya, im Westen an Vezirköprü, im Norden an Bafra, im Osten an Kavak sowie im Südosten an Ladik. Er ist der drittgrößte Kreis/Stadtbezirk der Büyüksehir. Die Stadt liegt an den Fernstraßen D 030 und D 795.
Bis Ende 2012 bestand der Landkreis neben der Kreisstadt aus den beiden Stadtgemeinden (Belediye) Bekdiğin und Ilıca sowie 79 Dörfern (Köy), die während der Verwaltungsreform 2013 in Mahalle überführt wurden, die 17 existierenden Mahalle der Kreisstadt blieben erhalten. Durch Zusammenfassung der beiden Belediye und Herabstufung der Dörfer zu Stadtvierteln/Ortsteilen stieg deren Zahl von 22 auf 96. Den Mahalle steht ein Muhtar als oberster Beamter vor.
Ende 2020 lebten durchschnittlich 400 Menschen in jedem dieser nun 98 Mahalle. 25 Mayıs (2.882), Memduhiye (2.576) und Değirmenüstü (2275 Einw.) sind die Bevölkerungsreichsten davon.